# Coppa Italia Lega Nazionale Pallacanestro 2012-2013
La Coppa Italia Lega Nazionale Pallacanestro 2012-2013 è stata organizzata per squadre di Divisione Nazionale A, Divisione Nazionale B e Divisione Nazionale C.
Le sedi delle finali sono state Cecina e Piombino e gli impianti di gioco rispettivamente il Palazzetto di Cecina e il Palasport Tenda Piombino. La manifestazione si è svolta tra il 15 e il 17 marzo 2013.

## Formula
- Divisione Nazionale A: partecipano alle Final Four le quattro squadre con il maggior punteggio in classifica al termine del girone d'andata della stagione regolare.
- Divisione Nazionale B: si qualificano alla fase finale quattro squadre, ovvero le prime classificate nei tre gironi del campionato al termine del girone d'andata, e la migliore seconda.
- Divisione Nazionale C: si qualificano alla fase finale le prime otto squadre classificate negli otto gironi al termine del girone d'andata.

## Risultati

### Divisione Nazionale A
|  | Semifinali              | Semifinali              | Semifinali   |              |                 | Finale          | Finale | Finale |  |
|  |                         |                         |              |              |                 |                 |        |        |  |
|  | Ecolution Torino        | Ecolution Torino        | 73           |              |                 |                 |        |        |  |
|  | Ecolution Torino        | Ecolution Torino        | 73           |              |                 |                 |        |        |  |
|  | SBS Castelletto         | SBS Castelletto         | 74           |              |                 |                 |        |        |  |
|  | SBS Castelletto         | SBS Castelletto         | 74           |              | SBS Castelletto | SBS Castelletto | 69     |        |  |
|  |                         |                         |              |              | SBS Castelletto | SBS Castelletto | 69     |        |  |
|  |                         |                         | Bawer Matera | Bawer Matera | 57              |                 |        |        |  |
|  | Bawer Matera            | Bawer Matera            | Bawer Matera | Bawer Matera | 57              | 77              |        |        |  |
|  | Bawer Matera            | Bawer Matera            |              |              |                 |                 |        |        |  |
|  | Moncada Solar Agrigento | Moncada Solar Agrigento | 74           |              |                 |                 |        |        |  |

### Divisione Nazionale B
|  | Semifinali                | Semifinali                | Semifinali     |                |               | Finale        | Finale | Finale |  |
|  |                           |                           |                |                |               |               |        |        |  |
|  | ACMAR Ravenna             | ACMAR Ravenna             | 59             |                |               |               |        |        |  |
|  | ACMAR Ravenna             | ACMAR Ravenna             | 59             |                |               |               |        |        |  |
|  | Basket Nord Barese Corato | Basket Nord Barese Corato | 41             |                |               |               |        |        |  |
|  | Basket Nord Barese Corato | Basket Nord Barese Corato | 41             |                | ACMAR Ravenna | ACMAR Ravenna | 85     |        |  |
|  |                           |                           |                |                | ACMAR Ravenna | ACMAR Ravenna | 85     |        |  |
|  |                           |                           | Legnano Basket | Legnano Basket | 65            |               |        |        |  |
|  | Elettromeccanica Cecina   | Elettromeccanica Cecina   | Legnano Basket | Legnano Basket | 65            | 76            |        |        |  |
|  | Elettromeccanica Cecina   | Elettromeccanica Cecina   |                |                |               |               |        |        |  |
|  | Legnano Basket            | Legnano Basket            | 78             |                |               |               |        |        |  |

### Divisione Nazionale C
|  | Quarti di finale | Quarti di finale            | Quarti di finale            |                         |                         | Semifinali | Semifinali | Semifinali |  |  | Finale | Finale    | Finale |
|  |                  |                             |                             |                         |                         |            |            |            |  |  |        |           |        |
|  |                  | Basket GSA Udine            | 84                          |                         |                         |            |            |            |  |  |        |           |        |
|  |                  | Basket Marino               | 81                          |                         |                         |            |            |            |  |  |        |           |        |
|  |                  | Basket Marino               | 81                          |                         | Basket GSA Udine        | 68         |            |            |  |  |        |           |        |
|  |                  |                             |                             |                         | Basket GSA Udine        | 68         |            |            |  |  |        |           |        |
|  |                  |                             | Orva Lugo                   | 86                      |                         |            |            |            |  |  |        |           |        |
|  |                  | Solbat Piombino             | Orva Lugo                   | 86                      | 55                      |            |            |            |  |  |        |           |        |
|  |                  | Solbat Piombino             |                             |                         | 55                      |            |            |            |  |  |        |           |        |
|  |                  | Orva Lugo                   | 62                          |                         |                         |            |            |            |  |  |        |           |        |
|  |                  |                             |                             |                         |                         |            |            |            |  |  |        | Orva Lugo | 59     |
|  |                  |                             |                             | Team Basket Montichiari | 67                      |            |            |            |  |  |        |           |        |
|  |                  | Basket Mortara              | 70                          |                         |                         |            |            |            |  |  |        |           |        |
|  |                  | Team Basket Montichiari     | 75                          |                         |                         |            |            |            |  |  |        |           |        |
|  |                  | Team Basket Montichiari     | 75                          |                         | Team Basket Montichiari | 82         |            |            |  |  |        |           |        |
|  |                  |                             |                             |                         | Team Basket Montichiari | 82         |            |            |  |  |        |           |        |
|  |                  |                             | Gammauto Chevrolet Molfetta | 81                      |                         |            |            |            |  |  |        |           |        |
|  |                  | C.U.S. Messina              | Gammauto Chevrolet Molfetta | 81                      | 64                      |            |            |            |  |  |        |           |        |
|  |                  | C.U.S. Messina              |                             |                         | 64                      |            |            |            |  |  |        |           |        |
|  |                  | Gammauto Chevrolet Molfetta | 70                          |                         |                         |            |            |            |  |  |        |           |        |

## Verdetti
- Vincitrice della Coppa Italia di Divisione Nazionale A: Pallacanestro Lago Maggiore
- Vincitrice della Coppa Italia di Divisione Nazionale B: Basket Ravenna Piero Manetti
- Vincitrice della Coppa Italia di Divisione Nazionale C: Team Basket Montichiari